# Frankfurts sexdagars

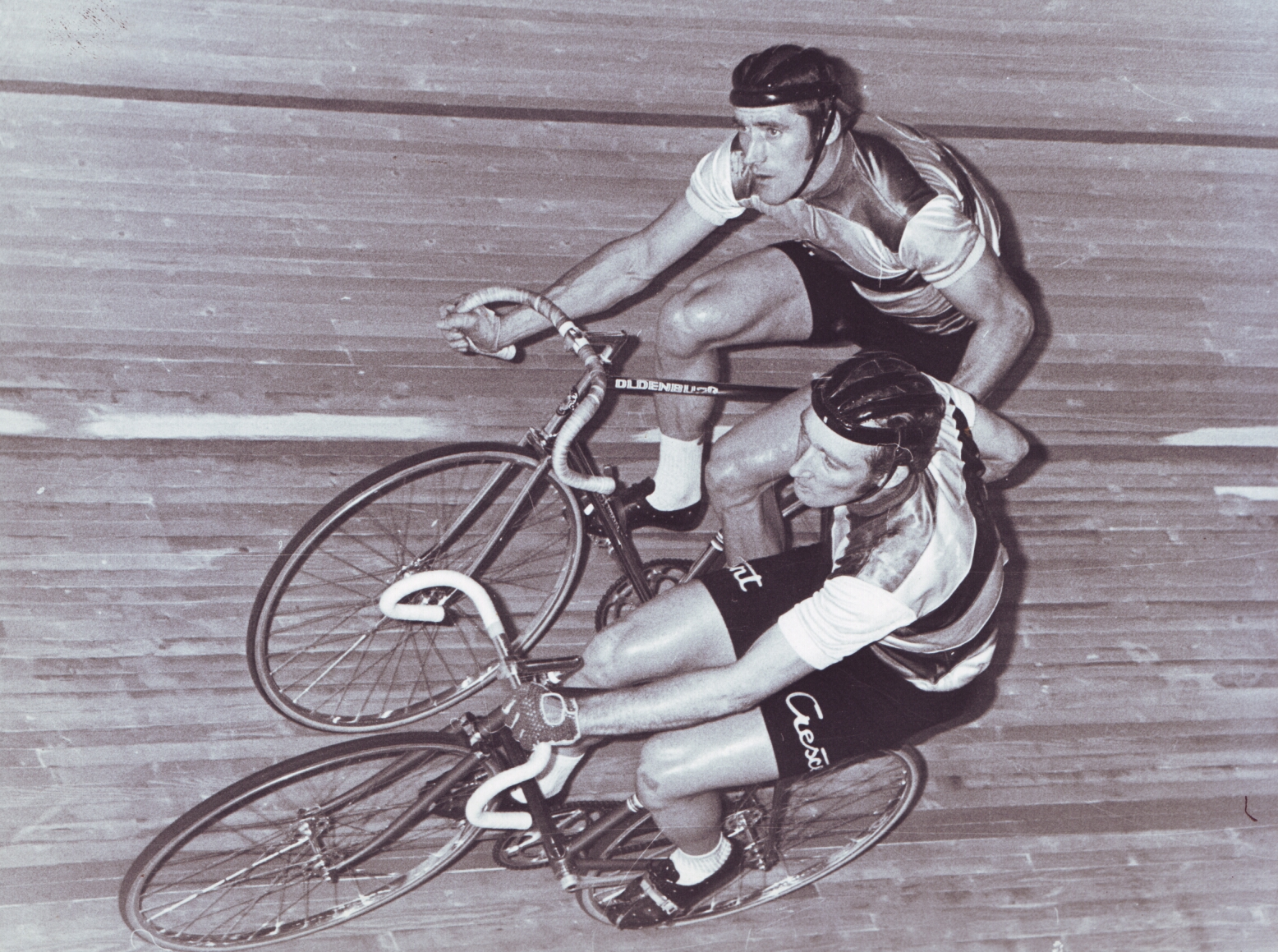
Otto Bennewitz och Horst Oldenburg 1970

Frankfurts sexdagars var ett sexdagarslopp i bancykling som avhölls i Festhalle i Frankfurt am Main från 1911 till 1983. Loppet kördes vanligtvis i oktober/november.

## Podieplaceringar
| År         | Vinnare                               | Tvåa                                  | Trea                                  |
| 1911       | John Stol Walter Rütt                 | Léon Comès Jules Miquel               | Robert Walthour Eugen Stabe           |
| 1912       | Albert Eickholl Otto Rosenfeld        | Adolf Huschke Georg Passenheim        | Daubin Karl Floeck                    |
| 1913- 1927 | Ej avhållet                           | Ej avhållet                           | Ej avhållet                           |
| 1928       | Willy Rieger Emil Richli              | Gottfried Hürtgen Viktor Rausch       | Erich Junge Lucien Louet              |
| 1929       | Willy Rieger Oskar Tietz              | Georg Kroschel Otto Petri             | Werner Miethe Alfons Goossens         |
| 1930       | Ej avhållet                           | Ej avhållet                           | Ej avhållet                           |
| 1931       | Alfredo Dinale Karl Göbel             | Jan Pijnenburg Adolf Schön            | Willy Rieger Piet van Kempen          |
| 1932       | Oskar Tietz Adolf Schön               | Gottfried Hürtgen Viktor Rausch       | Adrianus Braspennincx Piet van Kempen |
| 1933       | Jan Pijnenburg Viktor Rausch          | Oskar Tietz Adolf Schön               | Lothar Ehmer Willy Rieger             |
| 1934- 1950 | Ej avhållet                           | Ej avhållet                           | Ej avhållet                           |
| 1951       | Ludwig Hörmann Harry Saager           | Theo Intra Jean Roth                  | Josef Berger Roger De Corte           |
| 1952       | Hugo Koblet Armin von Büren           | Theo Intra Ferdinando Terruzzi        | Waldemar Knocke Heinz Zoll            |
| 1953       | Hugo Koblet Armin von Büren           | Lucien Gillen Ferdinando Terruzzi     | Walter Bucher Jean Roth               |
| 1954       | Walter Bucher Jean Roth               | Theo Intra Ferdinando Terruzzi        | Hugo Koblet Armin von Büren           |
| 1955       | Dominique Forlini Georges Senfftleben | Walter Bucher Jean Roth               | Evan Klamer Kay Werner Nielsen        |
| 1956       | Evan Klamer Kay Werner Nielsen        | Dominique Forlini Georges Senfftleben | Reginald Arnold Ferdinando Terruzzi   |
| 1957       | Ej avhållet                           | Ej avhållet                           | Ej avhållet                           |
| 1958       | Emile Severeyns Rik Van Steenbergen   | Klaus Bugdahl Valentin Petry          | Evan Klamer Kay Werner Nielsen        |
| 1959       | Palle Lykke Jensen Kay Werner Nielsen | Emile Severeyns Rik Van Steenbergen   | Otto Altweck Hans Jaroscewicz         |
| 1960       | Palle Lykke Jensen Kay Werner Nielsen | Peter Post Rik Van Looy               | Klaus Bugdahl Rudi Altig              |
| 1961       | Klaus Bugdahl Fritz Pfenninger        | Peter Post Rik Van Looy               | Emile Severeyns Rik Van Steenbergen   |

| År   | Vinnare                                | Tvåa                               | Trea                            |
| 1962 | Klaus Bugdahl Fritz Pfenninger         | Palle Lykke Jensen Hans Junkermann | Peter Post Reginald Arnold      |
| 1963 | Palle Lykke Jensen Rik Van Steenbergen | Klaus Bugdahl Sigi Renz            | Peter Post Fritz Pfenninger     |
| 1964 | Rudi Altig Hans Junkermann             | Peter Post Fritz Pfenninger        | Palle Lykke Jensen Freddy Eugen |
| 1965 | Rudi Altig Dieter Kemper               | Klaus Bugdahl Sigi Renz            | Palle Lykke Jensen Freddy Eugen |
| 1966 | Klaus Bugdahl Patrick Sercu            | Peter Post Fritz Pfenninger        | Horst Oldenburg Dieter Kemper   |
| 1967 | Peter Post Fritz Pfenninger            | Rudi Altig Sigi Renz               | Klaus Bugdahl Patrick Sercu     |
| 1968 | Rudi Altig Patrick Sercu               | Peter Post Wolfgang Schulze        | Horst Oldenburg Dieter Kemper   |
| 1969 | Peter Post Patrick Sercu               | Klaus Bugdahl Dieter Kemper        | Rudi Altig Sigi Renz            |
| 1970 | Jürgen Tschan Sigi Renz                | Wilfried Peffgen Wolfgang Schulze  | Rudi Altig Albert Fritz         |
| 1971 | Peter Post Patrick Sercu               | Wolfgang Schulze Sigi Renz         | Leo Duyndam René Pijnen         |
| 1972 | Leo Duyndam Jürgen Tschan              | Wolfgang Schulze Sigi Renz         | Wilfried Peffgen Albert Fritz   |
| 1973 | Wolfgang Schulze Sigi Renz             | Leo Duyndam Jürgen Tschan          | Graeme Gilmore Dieter Kemper    |
| 1974 | Ej avhållet                            | Ej avhållet                        | Ej avhållet                     |
| 1975 | Günter Haritz René Pijnen              | Dietrich Thurau Patrick Sercu      | Udo Hempel Dieter Kemper        |
| 1976 | Günter Haritz Dietrich Thurau          | Wilfried Peffgen Albert Fritz      | Udo Hempel Jürgen Tschan        |
| 1977 | Jürgen Tschan Dietrich Thurau          | Wilfried Peffgen Danny Clark       | Klaus Bugdahl Patrick Sercu     |
| 1978 | Dietrich Thurau Patrick Sercu          | Wilfried Peffgen Gregor Braun      | Albert Fritz René Pijnen        |
| 1979 | René Pijnen Gregor Braun               | Dietrich Thurau Patrick Sercu      | Wilfried Peffgen Albert Fritz   |
| 1980 | René Pijnen Gregor Braun               | Wilfried Peffgen Albert Fritz      | Roman Hermann Horst Schütz      |
| 1981 | Dietrich Thurau Gregor Braun           | Roman Hermann Horst Schütz         | René Pijnen Urs Freuler         |
| 1982 | Dietrich Thurau Albert Fritz           | Henry Rinklin Gregor Braun         | Josef Kristen Horst Schütz      |